# Червоний боєць
«Червоний Боєць» — військово-політичний та літературно-мистецький двотижневих, орган Політичного управління Української Військової Округи, виходив у Харкові в 1931—1935 роках. У 1933 в газеті вперше було надруковано поему українського письменника Михайла Чабанівського «Озівсталь».

## Інші видання
Також «Червоний Боєць» — газета 4-ї армії Червоної армії у 1919—1920 роках.